# 別索諾夫卡區

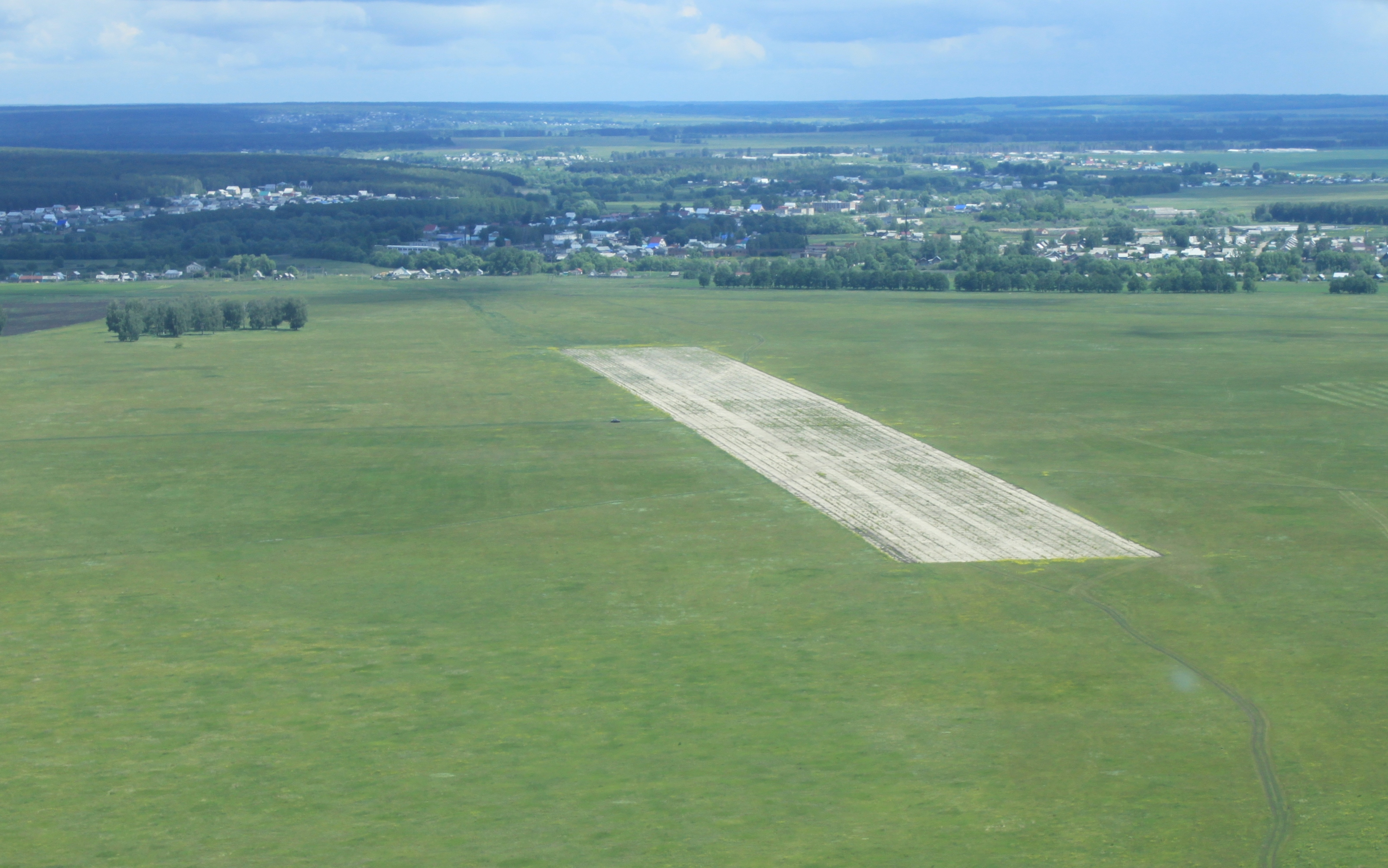

53°18′30″N 45°02′31″E / 53.30833°N 45.04194°E
別索諾夫卡區（俄语：Бессоновский район），是俄羅斯的一個區，位於該國西南部，由奔薩州負責管轄，面積1,249平方公里，2010年該區人口45,296，人口密度每平方公里36.27人。